# JayJay Jackpot
JayJay Jackpot (bürgerlich: Janina-Dominique Buse; * 9. November 1987; † 14. April 2020 in Hannover) war eine deutsche Webvideoproduzentin, Komikerin, Influencerin und Laiendarstellerin.

## Leben
Buse war eine Zeit lang unter dem Künstlernamen Essence in der Gangsta-Rap-Szene Hannovers aktiv.
Später begann sie auf ihrem YouTube-Kanal als Kunstfigur JayJay Jackpot Videos zu veröffentlichen, in denen sie eine dümmliche, selbst ernannte „Erklärblondine“ spielte. Die Videos behandelten Themen wie „Ich erkläre was Homosapien ist weil ihr das ja nicht weißt“, „Ich erkläre wieso Frauen ihre Tage bekommen“ oder „Ich erkläre euch was Akademiker ist“. Ferner gab sie Kosmetik-Ratschläge wie „Wenn ihr keinen Lippenstift habt, nehmt Nagellack“ oder auch „So macht ihr euren eigenen vegetarischen Obstbaum“. „Like a Barbie“, analog zu „Like a Boss“, war einer ihrer Standardsprüche, wenn sie dem Publikum erklärte, wie eine Klischeeblondine den Alltag bewältigt. Der Kanal hatte zuletzt mehr als 273.000 Abonnenten. Buse publizierte bis Ende 2016 über 180 Videos auf YouTube und erhielt Einladungen zu Auftritten im Sat.1-Frühstücksfernsehen. Die Figur JayJay Jackpot wurde Gegenstand diverser Artikel. Sie veröffentlichte ihre Videos auch auf Facebook und Instagram.
Kurze Videoeinspieler von JayJay Jackpot wurden 2015 in der 12. Staffel von Deutschland sucht den Superstar gezeigt, in denen sie als Sidekick von Dieter Bohlen Begriffe wie Sound-Designer, Timbre oder Tonart erklärte. Kurz darauf nahm auch die Bild-Zeitung sie als „Eklär-Blondine“ unter Vertrag. In der 2016 gedrehten, vierteiligen Dokusoap-Comedy-Fernsehserie Achtung, die Dietrichs kommen!, die ab 2017 auf RTL II ausgestrahlt wurde, wirkte sie in der Rolle der Tochter JayJay Dietrich mit.
Ab Ende 2016 musste Buse infolge einer Herzerkrankung, die bereits im Alter von 12 Jahren diagnostiziert worden war, eine dreijährige Auszeit nehmen. Zudem litt sie an Nierenproblemen und war wegen zeitweisen Gedächtnisverlustes in psychiatrischer Behandlung. Im April und Mai 2018 machte sie ihre Krankheit im Sat.1-Frühstücksfernsehen und im regionalen Fernsehmagazin RTL Nord öffentlich. Anfang Februar 2020 kündigte Buse im regionalen Fernsehmagazin RTL Nord ein Comeback an: „Ich will mich jetzt so zeigen, wie ich mich fühle, wie ich bin. Mehr normal.“
Buse lebte zuletzt bei ihren Eltern in Neustadt am Rübenberge in der Nähe von Hannover. Sie hatte zwei jüngere Schwestern. Am 14. April 2020 erlag sie im Alter von 32 Jahren in der Medizinischen Hochschule Hannover nach mehrwöchigem Krankenhausaufenthalt im Beisein ihrer Eltern ihrem Herzleiden.

## Filmografie
- 2017: Achtung, die Dietrichs kommen! (RTL II, Dokusoap-Comedy)[4]